# Nosorożec północny
Nosorożec północny (Ceratotherium simum cottoni lub Ceratotherium cottoni) – podgatunek nosorożca białego, obecnie krytycznie zagrożony wyginięciem. Od grudnia 2015 roku pozostawały tylko 3 osobniki tego podgatunku. 19 marca 2018 zmarł Sudan, ostatni samiec, pozostały 2 samice (Najin i Fatu), też już wiekowe, czyli bez możliwości kontynuacji tego podgatunku poprzez naturalne poczęcie.
Międzynarodowa Unia Ochrony Przyrody zaliczyła nosorożce północne do gatunków krytycznie zagrożonych wymarciem i umieściła je w Czerwonej księdze gatunków zagrożonych kategorii CR (critically endangered).

## Wygląd zewnętrzny

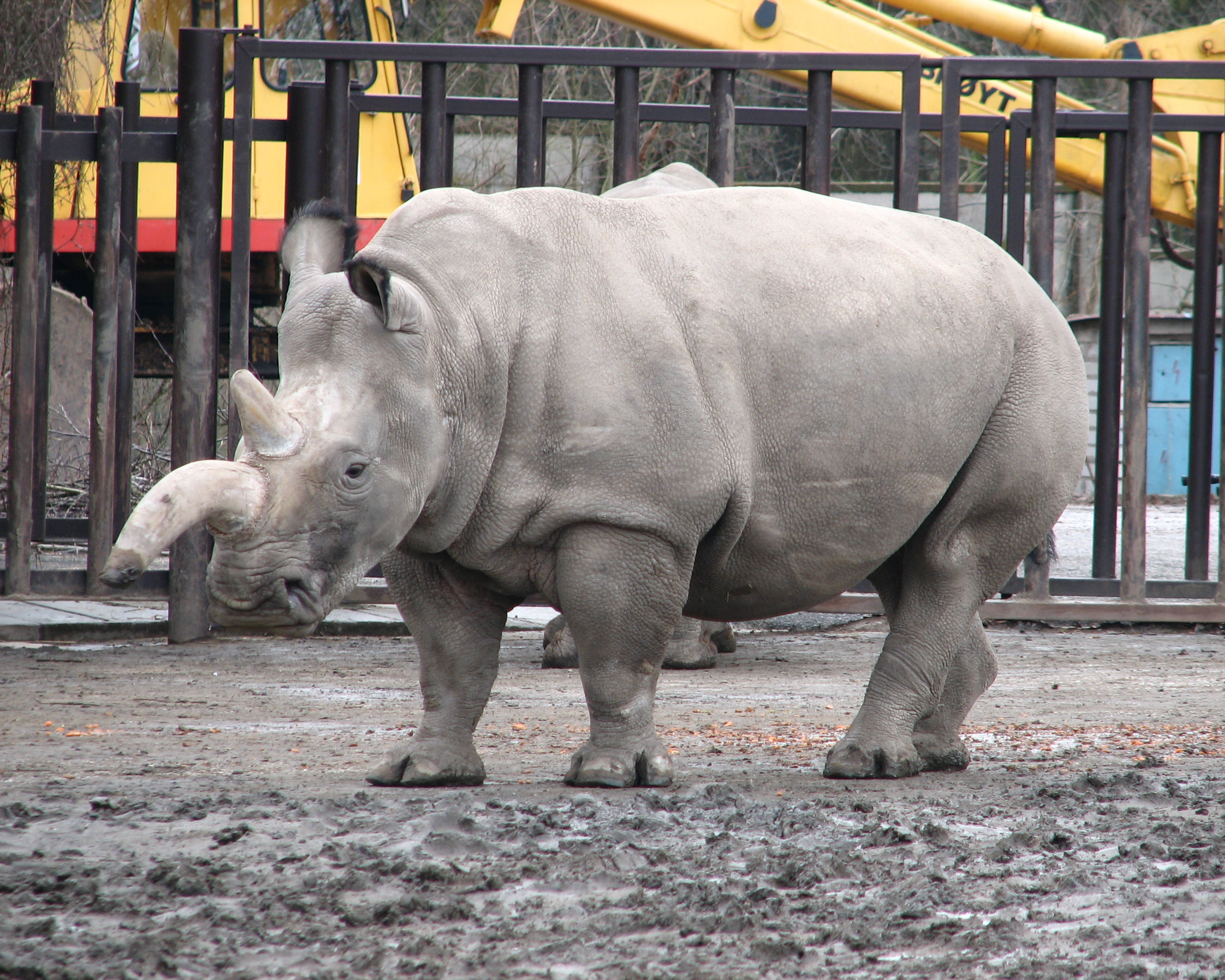
Nosorożec północny z rogiem podobnym do rogu einiozaura, Dvůr Králové Zoo

Jest bardzo podobny do podgatunku południowego – ma czworokątną wargę górną, świetnie przystosowaną do skubania traw. Róg u niektórych osobników zagina się do przodu, u innych – lekko lub bardziej do tyłu. Jest to cecha genetyczna.

## Tryb życia, środowisko i dieta
Tak jak podgatunek południowy (Ceratotherium simum simum), nosorożec północny zamieszkuje sawanny. Przez większość dnia ukrywa się w cieniu, aby nie przegrzać organizmu. Nosorożce są aktywne od wieczora do rana i ten czas poświęcają na posiłek. Nosorożec północny żywi się głównie trawą (tak, jak jego południowy krewniak), dietę uzupełnia też gałęziami drzew, ostami i krzewami.
Ciąża trwa około 16 miesięcy, po upływie których rodzi się jedno młode. Samica nie rozmnaża się podczas opieki nad młodym, a kolejne ciąże przychodzą w odstępach 2–3 lat. Nosorożce północne żyją samotnie lub w mniejszych grupach rodzinnych.

## Zagrożenia
Nosorożec północny nie ma naturalnych wrogów, poza człowiekiem, który masowo odławiał nosorożca dla rogu. Ludzie wierzyli bowiem, że róg ten ma właściwości lecznicze. Przyczyniło się to praktycznie do jego zagłady – pod koniec marca 2018 żyły tylko 2 osobniki północnego podgatunku nosorożca białego. W roku 2001 żyły jeszcze 32 osobniki, niektóre były hodowane w ogrodach zoologicznych. Sześć osobników żyło w Zoo Dvůr Králové w Czechach. Cztery z nich zostały przewiezione do Afryki w 2009 roku, gdzie naukowcy mieli nadzieję, że się rozmnożą. Jeden z nich padł w 2014 roku. Wcześniej w Czechach padł też jeden z dwóch pozostałych w 2011. Ostatnia pozostała w Czechach samica o imieniu Nabire padła w 2015 roku. W zoo w San Diego padły także 2 kolejne sztuki: Angalifu (padł w grudniu 2014 roku) i samica Nola (padła 22 listopada 2015 roku). Obecnie ostatnie nosorożce północne są ściśle chronione przez strażników, jednak jest mało prawdopodobne, aby udało się uratować nosorożca północnego przed wyginięciem.
Międzynarodowa Unia Ochrony Przyrody zalicza formalnie nosorożce północne do zwierząt krytycznie zagrożonych wymarciem, jednak w kontekście śmierci ostatniego znanego samca (19 marca 2018) kontynuacja tego podgatunku poprzez naturalne poczęcie zdaje się być niemożliwa.

## Nosorożce północne w niewoli
| Nr   | Płeć | Imię     | Data urodzenia | Miejsce urodzenia | Data śmierci | Miejsce śmierci              |
| ---- | ---- | -------- | -------------- | ----------------- | ------------ | ---------------------------- |
| 15   | M    | Paul     | 1948-08-07     | Sudan             | 1968-04-13   | Zoo w Antwerpii              |
| 16   | F    | Chloe    | 1948-06-07     | Sudan             | 1985-08-07   | Zoo w Antwerpii              |
| 19   | M    | Ben      | 1950-07-25     | Uganda            | 1990-06-25   | Zoo Dvůr Králové             |
| 27   | M    | Bill     | 1954-03-04     | Sudan             | 1975-05-02   | San Diego Zoo Safari Park    |
| 28   | F    | Lucy     | 1954-03-04     | Sudan             | 1979-03-15   | San Diego Zoo Safari Park    |
| 54   | M    | [n/a]    | 1963-04-01     | Sudan             | 1985-12-31   | Riyadh National Zoo          |
| 55   | F    | [n/a]    | 1963-04-01     | Sudan             | 1985-12-31   | Riyadh National Zoo          |
| 74   | M    | Dinka    | 1952-07-28     | Sudan Południowy  | 1991-01-28   | San Diego Zoo Safari Park    |
| 75   | F    | Joyce    | 1953-01-28     | Sudan Południowy  | 1974-08-15   | San Diego Zoo Safari Park    |
| 290  | F    | Bebe     | 1950-07-01     | Uganda            | 1964-05-29   | Zoological Society of London |
| 345  | F    | Tofacha  | 1970-01-01     | Sudan             | 1978-09-12   | Al Ain Zoo                   |
| 347  | M    | [n/a]    | 1968-04-01     | Sudan             | 1978-01-18   | Khartoum Zoo                 |
| 348  | M    | Angalifu | 1972-04-01     | Sudan             | 2014-12-14   | San Diego Zoo Safari Park    |
| 351  | F    | Nasima   | 1965-07-01     | Uganda            | 1992-08-28   | Zoo Dvůr Králové             |
| 372  | M    | Sudan    | 1973-09-19     | Sudan             | 2018-03-19   | Ol Pejeta Conservancy        |
| 373  | M    | Saut     | 1972-09-19     | Sudan             | 2006-08-14   | Zoo Dvůr Králové             |
| 374  | F    | Nola     | 1974-09-19     | Sudan             | 2015-11-22   | San Diego Zoo Safari Park    |
| 375  | F    | Nuri     | 1973-09-19     | Sudan             | 1982-01-04   | Zoo Dvůr Králové             |
| 376  | F    | Nadi     | 1972-09-19     | Sudan             | 2007-05-30   | San Diego Zoo Safari Park    |
| 377  | F    | Nesari   | 1972-09-19     | Sudan             | 2011-05-26   | Zoo Dvůr Králové             |
| 476  | F    | Nasi     | 1977-11-11     | Zoo Dvůr Králové  | 2007-07-20   | Zoo Dvůr Králové             |
| 630  | M    | Suni     | 1980-06-08     | Zoo Dvůr Králové  | 2014-10-18   | Ol Pejeta Conservancy        |
| 789  | F    | Nabire   | 1983-11-15     | Zoo Dvůr Králové  | 2015-07-27   | Zoo Dvůr Králové             |
| 943  | F    | Najin    | 1989-07-11     | Zoo Dvůr Králové  |              |                              |
| 1122 | F    | [n/a]    | 1991-07-18     | Zoo Dvůr Králové  | 1991-07-18   | Zoo Dvůr Králové             |
| 1123 | F    | [n/a]    | 1963-04-01     | Sudan             | 1967-08-02   | Khartoum Zoo                 |
| 1252 | ?    | [n/a]    | 1948-11-17     | Sudan             | 1949-01-29   | Khartoum Zoo                 |
| 1305 | F    | Fatu     | 2000-06-29     | Zoo Dvůr Králové  |              |                              |